# Driekoningenkunstweekends
De Driekoningenweekends waren bijeenkomsten die op het kasteel Driekoningen doorgingen in Beernem in de Belgische provincie West-Vlaanderen, vanaf 1951 tot in 1982. Ze waren het initiatief van de kasteelvrouw gravin Hélène d'Hespel.

## Een initiatief in het culturele leven
Hoewel ze zelf vooral Franstalig was, werd Hélène d'Hespel een bekend en geapprecieerd promotor en beschermvrouw van kunstenaars en letterkundigen in Nederlandstalig België. Ze vervulde hiermee de wens die haar eerste man, Hubert van Outryve d'Ydewalle, had uitgedrukt in zijn boek Adel in Vlaanderen over de missie van de adel in het bevorderen van het geestesleven in Nederlandstalig België.

## De kunstweekends
Haar inzet nam de vorm aan van driemaandelijkse kunstweekends op het kasteel Driekoningen in Beernem.
De bijeenkomsten brachten telkens kunstenaars bijeen die uiteenlopende disciplines vertegenwoordigden: schrijvers, schilders, beeldhouwers, musici enz. Het ging zowel over gevestigde namen als over nieuwelingen die aan het begin van hun carrière stonden.
De samenkomsten bestonden uit 'plenaire' vergaderingen, waarop ieder aanwezige op de een of andere manier zijn inbreng deed. Beeldend kunstenaars brachten recent werk mee dat ze exposeerden en commentarieerden, schrijvers, vooral dichters, lazen voor uit eigen werk of lieten het voorlezen, musici bespeelden hun instrument. Daarnaast werd uitgebreid getafeld, gewandeld en gediscussieerd. De gravin had een persoonlijk gesprek met elkeen van haar gasten. Het residentieel karakter maakte dat men tot laat in de nacht, zelfs tot bij het ochtendgloren kon blijven discussiëren. Weldra kregen de kunstweekends op Driekoningen heel wat weerklank en een gunstige reputatie.
Er bevond zich telkens een priester onder het gezelschap, die zelf kunstenaar was of met de kunstwereld vertrouwd was. Dit had tot gevolg dat de Zondag werd aangevat met een Eucharistieviering in de kapel van het kasteel. Traditie die in de loop van de jaren zestig stilaan verdween.
In totaal werden 72 weekends georganiseerd. Vanaf 1951 waren het driemaandelijkse bijeenkomsten. Dit ritme werd volgehouden tot in 1967. Vanaf 1968 werden het twee weekends per jaar en vanaf 1975 een. De vermindering vond zijn reden in het ouder worden, van de gravin zelf en vooral ook van Jan Vercammen en zijn mede-organisatoren.
Achthonderd kunstenaars uit diverse disciplines namen aan de kunstweekends deel. Door de herhaalde aanwezigheid van sommigen onder hen, waren het in totaal 1200 deelnames die konden genoteerd worden. De grote namen uit verschillende kunsttakken kwamen er samen met meer bescheiden of beginnende kunstenaars.

## Organisatoren
Voor de organisatie van de Driekoningenweekends omringde de gravin zich door Albert Vermeire, rentmeester van de boomkwekerijen Driekoningen, de letterkundige Jan Vercammen en de schilder Rik Slabbinck. Vanaf 1961 kwam zich Fernand Bonneure bij de organisatoren voegen. Behoudens grote uitzondering was het trio (vanaf 1961 het quaturo) op alle kunstweekends aanwezig en was er actief als go-between en animator.
Zij waren het die delibereerden wie zou worden uitgenodigd, waarbij de voorkeuren van Jan Vercammen vaak de doorslag gaven.

## Eregasten
Naast de kunstenaars, waren ook vaak prominenten te gast, die hiermee hun steun aan deze artistieke activiteit kwamen betuigen. Onder hen bevonden zich: 
- Koningin Elisabeth van België (1955).
- Koningin Fabiola (1966).
- Gouverneur Pierre van Outryve d'Ydewalle, die bij herhaling te gast was op de Driekoningenweekends.
- Jozef Storme, gedeputeerde voor cultuur van West-Vlaanderen (1954).
- Louis Roppe, gouverneur van Limburg (1957 en 1964).
- Alfons Botte, arrondissementscommissaris Brugge (1959).
- Fernand Vandamme, volksvertegenwoordiger (1959).
- Piet Vermeylen, minister van Binnenlandse Zaken (1960).
- Robert Devos, burgemeester van Moeskroen en volksvertegenwoordiger (1961).
- Paul Paelinck, secretaris van koningin Fabiola (1962 en 1965).
- Renaat Van Elslande, minister voor Cultuur (1962).
- Achiel Van Acker, eerste minister, Kamervoorzitter (1963).
- Prins Karel van Vlaanderen (1968 en 1970).
- André Vlerick, staatssecretaris (1968).
- Jos Chabert, minister voor Cultuur (1973-1974).
- Willy De Clercq, vice-eersteminister (1978).
- Rik Boel, minister van Binnenlandse zaken (1978).
- Marc Galle, volksvertegenwoordiger en later minister (1979).
- Olivier Vanneste, gouverneur van West-Vlaanderen (1980).

## De kunstenaars

### Eerste kunstweekend 8 juli 1951
Onder de genodigden bevonden zich houtsnijder en beeldhouwer Jozef Cantré, dichteres Orpha Van der Straeten, schrijver Cyriel Verleyen, dichters Marcel Coole en priester Roger Mestdagh.

### Tweede kunstweekend 7 oktober 1951
Opnieuw waren Marcel Coole en Cyriel Verleyen te gast. Samen met hen waren beeldhouwer André Taeckens, auteur André Demedts en de befaamde literatuurcriticus Albert Westerlinck aanwezig.

### Derde kunstweekend 28 januari 1952
De genodigden waren de schilder Luc Peire, de componist Pieter Leemans, de schrijver Raymond Brulez, de beeldhouwer Geo Verbanck, de voordrachtkunstenaar Antoon Vander Plaetse en de priester-dichter Anton van Wilderode

### Vierde kunstweekend 3 mei
De op elkaar volgende weekends van mei en juni 1952 brachten in ruime mate telkens de zelfde gasten samen. De hoofdgast was de eenentachtigjarige Stijn Streuvels, begeleid door zijn dochter Isa Lateur. Waren verder ook aanwezig op 3 mei: Jan Boon, directeur-generaal van het Nationaal Instituut voor de Radio-omroep (NIR), kunstschilder Jack Godderis, musicus Hilmer Verdin en Antoon Vander Plaetse.

### Vijfde kunstweekend 26 juni 1952
Opnieuw was Stijn Streuvels de hoofdgast samen met woordkunstenaar Antoon Vander Plaetse. Met hen zaten aan: Jan Boon, directeur-generaal van het NIR, kanunnik en erudiet Robrecht Stock, regisseur Remi van Duyn, kunstschilder Jack Godderis, musicus Hilmer Verdin, woordkunstenaar Jef Vermetten met daarnaast gasten die aan een van de eerste drie weekends hadden deelgenomen: Raymond Brulez, Jozef Cantré, Albert Westerlinck, Marcel Coole, André Taeckens, Else Van Doren en Geo Verbanck.

### Zesde kunstweekend 25 oktober 1952
De genodigden waren glazenier Michel Martens, romancier Hubert van Herreweghen, de jonge schrijver Hugo Claus, musicus Jef Tinel, kunstschilders Albert Saverys en zijn zoon Jan Saverys, beeldhouwer Geo Vindevogel, Marcel De Backer. Opnieuw te gast was Hilmer Verdin.

### Zevende kunstweekend 7 februari 1953
Aanwezig waren de schrijvers Filip De Pillecyn en Valeer Van Kerkhove, kunstschilder Hubert Malfait, musici Paul Collins en Prosper Van Eechaute, beeldhouwer Berten Coolens en opnieuw Jozef Cantré.

### Achtste kunstweekend 16 mei 1953
De genodigden waren dichter Jos De Haes, letterkundigen Gaston Duribreux, Julia Tulkens en Willem Putman, beeldhouwer Rik Poot, schilder Paul Van Hoeydonck en dom Willibrord Schets o.s.b.

### Negende kunstweekend 17-18 oktober 1953
Op dit weekend was de bejaarde Herman Teirlinck de eregast. Waren aanwezig: dichters Pieter G. Buckinx en Richard Minne, etser Frans Dille, schilders Jos De Maegd en Georgette d'Ydewalle, orgelist Gabriël Verschraegen, priester Clément Van Caillie, hoogleraar Paul Van Oye en opnieuw Jef Tinel.

### Tiende kunstweekend 23 januari 1954
Op dit weekend was Ernest Claes de eregast. Verder waren aanwezig architect Huib Hoste, schilder Gilbert Swimberghe, declamator Van Vlaenderen, priester Edgard Benoot, dichter Marnix van Gavere, etser René De Coninck, musicus Steven Candael.

### Elfde kunstweekend 8 mei 1954
De aanwezigen waren schrijvers Paul de Wispelaere en Staf Weyts, pianist Frans Brouw, schilder Victor Servranckx, kunstcriticus Marcel Duchateau, beeldhouwer Geo Vindevogel, Luc Ryelandt, Chris Dijckhof, Julia Tulkens, Georgette d'Ydewalle en Germaine Dijckhof.

### Twaalfde kunstweekend 14 juni 1954
Het elfde kunstweekend was eerder een tuinfeest, ter gelegenheid van de jagersstoet die door het domein trok. Veel van de vroegere deelnemers waren aanwezig, met slechts een paar nieuwe gezichten: Stijn Streuvels, Filip De Pillecyn, Willem Putman, Gaston Duribreux, Valeer Van Kerkhove, Marcel Coole, Hubert van Herreweghen, Julia Tulkens, Jos De Haes, Jan Boon, Jef Tinel, Antoon Vander Plaetse, Jeroom Verten, Remi van Duyn, Albert Saverys en Jan Saverys, Paul Van Hoeydonck, Michel Martens, Rogier Vandeweghe, Jack Godderis, Hubert Malfait, Jozef Cantré, André Taeckens, Geo Verbanck, Geo Vindevogel, Berten Coolens, Rik Poot, Else Van Dooren, Roger Mestdagh, Hilmer Verdin, Prosper Van Eechaute, Paul Collins, dom Willibrord Schets, Raymond Brulez en Herman De Bruycker. Ook de vaste organisatoren van de weekends waren aanwezig: Albert Vermeire, Rik Slabbinck en Jan Vercammen.

### Dertiende kunstweekend 3 juli 1954
Dit jaar waren de gasten pianist Lode Backx, dichter Herman Van Snick, architect Luc Viérin, dichter Johan Van Mechelen, beeldhouwer Robert Heylbroeck, musicoloog en cellist Herman Sabbe, tekenaar Albert Setola, schrijvers Ivo Michiels en Albert van Hoogenbemt.

### Veertiende kunstweekend 2 oktober 1954
De aanwezigen waren dat jaar: Paula Sémer en haar man, regisseur van radio-toneelspelen Herman Niels, musicoloog Marcel Boereboom, architect Peter Callebout, schrijvers Paul De Ryck, Emiel van Hemeldonck en Julien De Valckenaere, beeldhouwer-keramist Luc de Gheus (° Poperinge, 1927), schilder Pierre Devos, dichter en fotograaf Luc Van Brabant, dom Bruno Groenendaal.

### Vijftiende kunstweekend 19 maart 1955
Dit jaar namen deel: Lode Backx en Steven Candael, beeldhouwers Berten Coolens en Roger Bonduel, letterkundigen Marcel Matthijs, Daan Inghelram en René Seghers, kunstenaars Jules De Sutter, René De Coninck, Achiel Pauwels, kunsthistoricus Carlos Van Hooreweder.

### Zestiende kunstweekend 16 juli 1955
De genodigden waren architect Jos Baert, beeldhouwers Oscar Jespers en Albert Poels, kunstschilder Octave Landuyt, stoetenbouwer Frans Vromman, componist Willy Ostyn, schrijvers Fred Germonprez en Paul Lebeau, dichter Frank Meyland.

### Zeventiende kunstweekend 22 oktober 1955
Rond de eregaste koningin Elisabeth van België waren aanwezig: Marcel Coole, Frans Dille, Ivo Michiels, Frans Brouw, Clemens Quatacker, Jef Tinel, Herman Sabbe, Jos De Haes, Gaston Duribreux, Julia Tulkens, Paula Sémer, Herman Niels, Albert Saverys, Jozef Cantré, Geo Vindevogel.

### Achttiende kunstweekend 18 februari 1956
Waren aanwezig: schrijvers Maria Rosseels en Valère Depauw, kunstschilder Maurits Bilcke (1913-1993), voordrachtkunstenares Nana Wittesaele, orgelist Kamiel D'Hooghe, tv-directeur Bert Janssens, hoofdconservator van de Brugse Musea Aquilin Janssens de Bisthoven, Herman Diels, Albert De Swaef (°1915) en beeldhouwer Jules Van de Veegaete.

### Negentiende kunstweekend 9 juni 1956
De groep bestond uit: priester Joris Blondeel (1916-1989), Mark Braet, Raf Declercq, André Desplenter, Piet Van Lishout (°1920), Norbert Rosseau, Bérénice Devos en haar echtgenoot, de acteur Julien Schoenaerts, beeldhouwer Frans Lambrechts, kunstschilder Marcel Notebaert, tekenaar Victor Stuyvaert, professor Paul Coremans, architect Paul Felix, en NIR-directeur Corneel Mertens.

### Twintigste kunstweekend 13 oktober 1956
Voor het twintigste weekend verzamelden Frans Van Isacker, Maurice D'Haese, Paul De Vree, Medard Verleye, schilder André Bogaert, musicus Frank Van Doorne, architect Peter Callebout, dom Bruno Groenendaal, Adhémar d'Alcantara, edelsmid Maurits Claeys en schilder Marc Mendelson.

### Eenentwintigste kunstweekend 2 februari 1957
Waren aanwezig: kunsthistoricus Walther Van Beselaere, Nobelprijswinnaar Corneel Heymans, Brugs hoofdconservator Aquilin Janssens de Bisthoven, René Verbeeck, Edmond Vandercammen, Fernand Goddemaer, Anto Diez, Jef Tinel, Rik Vanden Abbeele (tv), acteurs Fred Engelen en Tine Balder. Voor het eerst werd een tv-reportage aan een kunstweekend gewijd.

### Tweeëntwintigste kunstweekend 11 mei 1957
De groep bestond uit René Willems, Gaston Martens, Adriaan De Rover, José Gers, Gabriël De Pauw, Jean-Jacques De Grave, Ferdinand Vonck, Michel Martens, Jean Decadt, Dries Waterschoot, Ast Fonteyne, Elsa Darciel en priester Herman Vandenbulcke.

### Drieëntwintigste kunstweekend 6 juli 1957
De groep was samengesteld uit beeldhouwer Jozef Cantré, dichter Jef De Belder, hoogleraar De Keyser, harpiste Mireille Flour, kunstcriticus Gaby Gyselen, schrijver Roger Kervyn de Marcke ten Driessche, auteur van Histoires de Pietje Scramouille, pianist Abel Matthys, schilder Gust Reyns, de schepper van Doctor Vlimmen Anton Roothaert, de kapucijn Joris Lannoy (pater Chrisoloog) en de declamatrice Teresa Van Marcke.

### Vierentwintigste kunstweekend 12 oktober 1957
Waren dit jaar aanwezig: schilder René De Coninck, Marcel De Pauw, Jan D'Haese, Jozef Droogmans, schilder Marc Eemans, de theaterdirecteur Marcel Hoste, Ivo Michiels, orgelist Flor Peeters, kunstverzamelaar en popart-specialist Hubert Peeters, dichter Firmin Van Haecke, Frans Wiro van Hinsberg, Georgette d'Ydewalle en kunsthistoricus kanunnik Jozef Dochy.

### Vijfentwintigste kunstweekend 12 februari 1958
Op dit jubileumweekend waren aanwezig: René Berghen, Charles Bokonga (1932-Knokke 2000, die minister werd in het onafhankelijke Congo), Marcel Coole, Jean Delaet, etser Paul Eeckhout, Aquilin Janssens de Bisthoven, Floris Jespers, Willem Pée, Louis Tas, letterkundige Urbain Van de Voorde, zanger Tony Vander Heyden, acteur Gerard Vermeersch en kapucijn Karel Verleye.

### Zesentwintigste weekend 17 mei 1958
De groep bestond uit: Marcel Matthijs, Gust Vermeille, Jos De Belder, Frans De Wilde, koperslager Charles Bressous, zilversmid Frans Wiro van Hinsberg, kunstschilders Fernand Decock en Adriaan Vandewalle, gitarist en componist Max Damasse, pianist Filibert Mees, zangers Rosette van de Kouter en Tony Vander Heyden en de Franstalige dichter Maurice Carême.

### Zevenentwintigste kunstweekend 5 juli 1958
Waren dit weekend aanwezig: pianist Peter Cabus, schilder Albert Dasnoy, beeldhouwer André Willequet, zangeres Marie-Louise Derval, tekenaar Jean Lismonde, schrijvers Adriaan Magerman, Jan Schepens en priester Joris Vlaeminck, kunstverzamelaar Gustave Van Geluwe, Maurits Roelants en keramist Jos Noreille.

### Achtentwintigste kunstweekend 25 oktober 1958
De aanwezigen waren: Jan Boon, beeldhouwer Paul Van Rafelghem, schrijver Paul Vanderschaeghe, tv-producer Jo De Meester, schilder Theo Humblet, advocaat Fernand Traen, pianist Robrecht van der Surt, Jeroen De Bruycker, Jos Van Stichelen, Lea Van Daele, Maria Michel en Lia Timmermans.

### Negenentwintigste kunstweekend 28 februari 1959
De gasten heetten: beeldhouwer Walter De Buck, architect Luc Dugardyn, dichter Fernand Etienne, commissaris-generaal voor toerisme en dichter Arthur Haulot, etser Albert Hoet, pianistenechtpaar Messens, violist André Poppe, toneelschrijver Piet Sterckx, Brugs schepen Fernand Van den Broele, dichter Piet Vandeloo, schrijver Jos Vandeloo, schilder Jef Wouters en pater Heribrecht.

### Dertigste kunstweekend 20 juni 1959
De groep bestond voornamelijk uit kunstenaars die al vroeger op het kasteel Driekoningen te gast waren: Geo Vindevogel, Gerard Vermeersch, Frans Brouw, Frans Van Isacker, René De Coninck, Octave Landuyt, Max Damasse, Adriaan De Roover en Pieter G. Buckinx. Als nieuwe gasten kwamen fluitist Jerome Van den Bussche, Louis Van Passen en dom Verlooven.

### Eenendertigste kunstweekend 17 oktober 1959
De aanwezigen waren: beeldhouwers Michiel Anneessens en Karel Aubroeck, componist Maurits Deroo, musicus Renaud Deroo, cineast Jef Bruyninckx, voordrachtkunstenaars Diane de Gouy en Frans Roggen, schilders Anto Diez en Jules Boulez, kunstadviseur Charles Kerremans, architect Fernand Sohier, priester Godfried Oost.

### Tweeëndertigste kunstweekend 20 februari 1960
Waren aanwezig: auteurs Felix Dalle, Georges Hebbelinck, Bernard Kemp, dichters Jan Van der Hoeven en Adriaan Peel, gitarist Max Damasse en pianist Fred Gevers, beeldhouwer Germain Janssens, schilderes Ghislaine Joos de ter Beerst, schilder Robert Geenens, keramist Rogier Vandeweghe, Jos Noreille, Paula Sémer, Aquilin Janssens de Bisthoven.

### Drieëndertigste kunstweekend 7 mei 1960
De bijeenkomst legde de nadruk op poëzie. Namen deel aan het weekend, de dichters Ria Scarphout, Edgar Benoot, Gaston Burssens, André Mertens, Jan Van der Hoeven en Amedé Senaert. De andere deelnemers waren Jan Burssens, Pieter en Beatrijs De Vos, Lucien Dendooven, Gerard Holmens, Flory Muyshondt, tekenaar Marc Sleen, zangeres Raymonde Serverius, Jan Van den Berghe, Hektor Van den Eede en cineast Roland Verhavert.

### Vierendertigste kunstweekend 24 september 1960
Dit jaar namen deel aan de bijeenkomst: Marcel Coole, Julia Tulkens, Ward Ruyslinck, priester Joris Vlaeminck, André Demedts, de musici Louis De Meester, Raymonde Severius en Philibert Mees, auteur Cyriel Verleyen, Arno Brys, Roger Bonduel, Berten Coolens, Gabriël Depauw en Roland Verhavert. Het was de eerste maal dat Fernand Bonneure zich bij het trio van organisatoren voegde.

### Vijfendertigste kunstweekend 11 februari 1961
De groep bestond uit Remi De Cnodder, Clara Haesaert, Ria Scarphout, Jo Verbruggen, priester Amedé Seunaert, Gaston Duribreux, beeldhouwer Geo Vindevogel, pianist Fred Gevers, zangeres Liane Jespers, Paul Van de Velde (tv), Corneel Mertens (tv) en regisseur Luc Wildemeersch.

### Zesendertigste kunstweekend 3 juni 1961
De aanwezigen waren dit jaar Max Damasse, Yvonne Van den Berghe, René De Coninck, Christian Van Raemdonck, priester Edgar Benoot, Bertien Buyl, Maria Rosseels, Steven Candael, cellist M.J. Aerts, violist Valère Lenaerts, Jaak Fontier, Aquilin Janssens de Bisthoven, Clem Schouwenaars en cineast Dries Van Damme.

### Zevenendertigste kunstweekend 2 september 1961
Een twintigtal genodigden namen deel aan de bijeenkomst: Frans De Bruyn, priester Jozef Geldhof, Miel Kersten, Frank Liedel, Rudi Van Vlaenderen, Staf Weyts, de musici Lode Backx, Jef Maes, August Verbesselt, Frans Wigy. Verder Henri Lenaerts, Daniel Serweytens de Merx, Gilbert Van Hool, Jan Verdoodt, kunstfotograaf Frank Philippi en Paul Van den Bussche, directeur-generaal van de BRT.

### Achtendertigste kunstweekend 24 februari 1962
De aanwezigen waren dit jaar Albert Saverys, Julia Tulkens, Louis De Meester, kunstschilders Marcaine en Felix De Boeck, actrice Ivonne Lex, zanger Lode Devos, fluitist Sylvia Devos, pianiste Hilde Uytendaele, Hubert Lampo, Dries Poppe, Gaston Durnez, tekenaar Willy Vandersteen, kunstverzamelaar Maurice Naessens en priester Joris Vlaeminck.

### Negenendertigste kunstweekend 2 juni 1962
De aanwezigen waren dit jaar Michel Arman, Willy Bosschem, Hugoké, Yvonne De Man, kunstverzamelaar Maurice Debra, G. Homblé, Rik Manhaeve, het echtpaar Messens, Pol Spilliaert, Romain Van de Kouter, Ria Scarphout, Tony Van der Heyden, Jan Veulemans, Herman Vos, Michel Orman, Korban en Ria en Jan Ketele.

### Veertigste kunstweekend 6 oktober 1962
De groep bestond dit jaar uit Frans Brouw, Herman Roelstraete, Jacques Coryn, Rose Gronon, Lode Devisscher, Marcel Obiak, Luc Vilsen, Paul Van Crombruggen, Theresa Van Marcke, Werner Lagae, Paul Vandevelde en pater Geert Bekaert.

### Eenenveertigste kunstweekend 16 februari 1963
De genodigden waren pianist Gerard Ruymen, violist Norbert Rosseau, de zangeres Raymonde Severius, Herman Niels, Marcel Matthijs, Paula Sémer, Octave Landuyt, Marcel Coole en Marc Sleen. Renaat Van Elslande decoreerde Hélène d'Hespel als officier in de Orde van Leopold II.

### Tweeënveertigste kunstweekend 22 juni 1963
De groep bestond uit componist Armand Preud'homme, pater Max Wildiers, Gerard Walschap, Carla Walschap, Joost Noydens, Louis Paul Boon, Willem Van Hecke, Paul de Wispelaere, Raf Seys, Monika Druyts, Georgette Degroote-Tanghe, Anthony Mertens, Pieter Florizoone en het echtpaar Van Attenhoven.

### Drieënveertigste kunstweekend 16 november 1963
De genodigden waren Albe, Henri Cornelus, Aquilin Janssens de Bisthoven, Rachel Baes, Piet Thomas, Léonce Gras, Lucienne Van Dyck, Lucien Goethals, Emmanuel Van Weerst, Jean Decadt, Sep Broes, Richard Foncke, Jan Vandamme en Willy Roggeman.

### Vierenveertigste kunstweekend 7 maart 1964
De aanwezigen waren Rudi Van Vlaenderen, Louis Quievreux, Steven Depuydt, Roger Vercruysse, Hubert De Vries, Chris Ferket, Jeanine De Rop, Hendrik Diels, Lia Rottier, Bertien Buyl, Arthur Verthé, Jozef Coolsaet en Jeanne Geldhof.

### Vijfenveertigste kunstweekend 20 juni 1964
Waren aanwezig: architect Albert Bontridder, cartoonist Danny Dacquin, kunstschilders Léon De Smet en Jack Godderis, beeldhouwers Fons De Vogelaere en Frans Lamberechts, letterkundigen Jef Geeraerts, Louis Quiévreux, Jos Vandeloo, Frans Van Isacker, pater Karel Van Isacker, choreograaf Heiko Kolt, Ernest Jansen en Gaby Moortgat (tv), Hilde Uytterlinden, Monika Druyts en Victor Legley

### Zesenveertigste kunstweekend 17 oktober 1964
De genodigden waren Aquilin Janssens de Bisthoven, Valentin Vermeersch, kunstfotografe Greta Buysse, schilderes Elisabeth Geurden, cartoonist Ray Gilles, Marie Segers, schilder en priester J. Vandemoortel, Lieven Rens, Rose Gronon, José de Ceulaer, Marnix Gijsen, Herman Roelstraete, Marcel Grypdonck, Raf Reymen en Marcel Hoste.

### Zevenenveertigste kunstweekend 27 maart 1965
Waren aanwezig: Jac Boonen, Frans Truyts, Joris Houwen, Werner Lagae, Florent van de Vondel, Roger Corty, Jules van Ackere, Aimé De Haene, Lisbeth Van Thillo, Rose Gronon, Paul Paelinck, Luc Indestege, Bertien Buyl, Joris Vlaeminck en Lucienne Van Deyck.

### Achtenveertigste kunstweekend 12 juni 1965
Dit jaar waren meer dan gewoonlijk vrouwen aanwezig: Georgette Cooleman, Juliette Vernimme, Maria Van Heirbeeck, Irina van Goeree en Bertien Buyl. Verder waren er Fernand Boudens, tekenaar Noël Vermeulen, beeldhouwer Hugo Van der Veken, componist Willem Kerstens, Eugène Bosschaerts, Roger Dewilde en Walter Eyselinck.

### Negenenveertigste kunstweekend 16 oktober 1965
De aanwezigen: Dré Poppe, Tone Brulin, Annie Declerck, Jef Maes, Freddy Devreese, Maria en Jan Van Reeth, Kristien Depiere, Hélène Riedel, Jean De Smedt, Jan de Lee, Henry Fagne, Joannes Marijnen en Mark Dangin.

### Vijftigste kunstweekend 21-22 mei 1966
De eregast tijdens dit weekend was koningin Fabiola. Waren aanwezig: Geo Vindevogel, Marcel Notebaert, Jules De Sutter, René De Coninck, Rogier Vandeweghe, Marc Sleen, Mireille Flour, Monika Druyts, Louis De Meester, Clemens Quatacker, Karel Aerts, Julia Tulkens, Marcel Coole, Rose Gronon, Frans Van Isacker, Bertien Buyl, Bernard Kemp, Maria Rosseels, Paul Vandenbussche en Dries Waterschoot.

### Eenenvijftigste kunstweekend 8 april 1967
De genodigden waren: Anne Dellart, Jaak Brouwers, Willy Spillebeen, Maurits Deroo, Renaud Deroo, Jef Claerhout, Jean Mil, Mariette Jacops, Maurits Schelk, Luc De Jager, Chris Yserbijt en Ludo Bekkers.

### Tweeënvijftigste kunstweekend 30 september 1967
Waren aanwezig: Hugo Van den Abeele, Jo Van Rossem, Mariette Jacops, Renaat Bosschaert, Paul van Gyseghem, Suzette Gobert, Jan  Spanoghe, Rudolf Werthen, componist Albert Delvaux, Johan Fleerackers en Geertje Van Cauwelaert.

### Drieënvijftigste kunstweekend 25 mei 1968
Naast prins Karel, namen aan dit weekend deel: de leden van het Belgisch Hoornkwartet (Jacky Bellez, Herman Lemahieu, André Vandendriesche en François Deridder), kunstschilders Jack Godderis, Joris Houwen, Godfried Vervisch en Frans Minnaert, Marc Sleen, Bertien Buyl, Paul Lebeau, Herman Roelstraete en Geo Vindevogel.

### Vierenvijftigste kunstweekend 28 september 1968
De aanwezigen waren: de schrijvers Berten Buyl, Johan Daisne, Dirk De Witte, Ria Scarphout, Paul Vanderschaeghe, Eugène Van Itterbeek; de musici Jean-Claude van den Eynden en Rudolf Werthen; de beeldende kunstenaars Michel Bracke, Lode De Preter, Werner Sarlet, Liesbeth Vandeweghe, Robert Van Haecke en directeur van natuurreservaat De Blankaart Paul Kempynck.

### Vijfenvijftigste kunstweekend 17 mei 1969
De groep deelnemers bestond uit: René Gronon, Paul Koeck, Berten Buyl, Eddy van Vliet, Roger Marijnissen, Georges Leroy, Willem Enzinck, Marthe Van Dessel-Wartel, Hans Mannès, Miet De Vos, Johan Van der Bracht, Jo Van Rossum, Jan Kierse, Wouter Martens, J. Cnops, Marcel Eneman en Geo Vindevogel.

### Zesenvijftigste kunstweekend 15 november 1969
Waren er weer bij: Louis De Meester, Anton Van Wilderode, Ria Scarphout en Bertien Buyl. Waren er voor de eerste maal bij: André Laporte, Walter Boeykens, Patrick De Hooghe, Annie Michem, Paul Snoek, Walter Haesaert, Gilbert De Smet, Joris van der Mijnsbruhgge, Maurits Van Saene, Herwig Driesschaert en Dirk De Vos.

### Zevenenvijftigste kunstweekend 3 mei 1970
Opnieuw was prins Karel een van de aanwezigen, met rond hem Bertien Buyl, Luc Van Brabant, Jan Vandeweghe, beeldhouwer Jacky De Maeyer, schilders Hélène Ridel en Jan Vaerten, keramist Manuel Ituri, violist Paul Malfait, de leden van het Vlaams pianokwartet (Roland Coryn, Marcel Lequeux, Louis Pas en Rudolf Werthen), conservator Aquilin Janssens de Bisthoven en barones Maddy Buysse.

### Achtenvijftigste kunstweekend 3 oktober 1970
Waren de deelnemers: de musici Cecile Bauwens, Jean Louël, Jef Maes en Lucienne Van Dyck, de schrijvers Bertien Buyl, Daniel Robberechts, Arthur Karel Rottiers, Roger Serras en Leopold Vermeiren, beeldhouwers Karel Maertens en Annie Van Houtte, galeriehouder Gaston Devuyst en Jeannine Schevernels.

### Negenenvijftigste kunstweekend 5 juni 1971
De aanwezigen waren: Julia Tulkens, Gaston Duribreux, Bertien Buyl, Clem Schouwenaars, Rudolf Werthen, Juliette Vernimme, Robin Hannelore, Eugène de Canek, Eugène Deman, Louis Dierickx, Patricia Lasoen, Jean Louël, Kitty van de Poel en Berten van de Velde.

### Zestigste kunstweekend 16 oktober 1971
De groep genodigden bestond uit de letterkundigen Armand Boni, André Ver Elst, Luc Van Brabant, de beeldende kunstenaars Anto Diez, Beatrice Papeians de Morchoven, Jos Fred Smith, Hugo Van den Abeele, Marcel Eneman, Blanche Verlinde, violist Wilfried Deroo, pianiste Aimée Diez-Thonon, zangeres Marceline Keirsbulck, acteur Luc Philips en journalist Elie Bilé.

### Eenenzestigste kunstweekend 3 juni 1972
Waren aanwezig: de componisten Louis De Meester en Norbert Rosseau, Frans Roggen, acteur Luc Vilsen, priester Felix Dalle, Herman Vos, hoogleraar in neerlandistiek (Oslo) Langvik Johanessen, beeldhouwer Werner Lagae, kunstschilders Marcel Eneman, Yvan Royon en Constant Lambrecht, houtblazer Paul Dombrecht en pianist Johan Huys.

### Tweeënzestigste kunstweekend 26 mei 1973
De minister voor Nederlandse Cultuur Jos Chabert nam deel aan dit weekend, samen met de musici Herman Roelstraete, Marceline Keirsbulck en Hans Mannès, de schrijvers Bart Mesotten, Fernand Auwera, Gaston Durnez, Gaston Claes, Ria Scarphout, conservator Aquilin Janssens de Bisthoven, cineaste Greta Deses, acteur Jef Cassiers, beeldend kunstenaars Marie-Claire Van den Bulcke, Frans Corneillie, Georgette De Groote-Tanghe, Michel Martens, Jan Ghekiere en Hugoké.

### Drieënzestigste kunstweekend 13 oktober 1973
De aanwezigen waren Frans Van Isacker, Dani Dacquin, Tine Balder, Marc Sleen, Louis De Meester, Paul Dewalhens, Julia Tulkens, Max Damasse, Geo Vindevogel, Hans Mannès, Renaat Bosschaert, Marcel Coole, Dries Waterschoot, Luc Goossen, Gaby Depauw en Marcel Eneman.

### Vierenzestigste kunstweekend 23 juni 1974
De deelnemers waren: Geo Vindevogel, architect Christiaan Van der Plaetse, Louis De Meester, Ria Scarphout, Frans De Peuter, Irina van Goeree, Tine Balder, Jean Daskalidès, Emile Hoorne, Theo Van Rintel, journalist Jozef Blauwet, pianiste Christiane Cornelis, Paul De Wilde, Marcel Duchâteau, Ludo Simons, Jo Gisekin, fotograaf Guy Verwimp, regisseur Elie Sagerman en administrateur-generaal van de BRT Walter Debrock.

### Vijfenzestigste kunstweekend 26 oktober 1974
Waren aanwezig: de conservators Adriaan Claerhout, Andries Van den Abeele, Jan Walgrave, Henri Pauwels, Aquilin Janssens de Bisthoven en Theo Van Hoof, beeldhouwer Eric Algoet, glazenier Jan Pastoor, kunstschilder Willem De Neckere, Lionel Deflo, Herwig Verlinden, cellist Paul Poppe, pianist Johan Duyck en violist Dirk Vermeulen.

### Zesenzestigste kunstweekend 4 oktober 1975
De genodigden waren: cellisten Hans Mannès en Jan Van Kelst, de schrijvers Willy Lauwers, Ria Scarphout, Bertien Buyl, Julia Tulkens en Ivo Michiels, beeldhouwer Jules Dewaele, kunstschilder Bert Van Haecke, tekenares Dominique Lietaer, tv-persoonlijkheden Jos Van Liempt, Paul Collet en Antoon Carette. Speciale gast was de bankier en kunstmecenas Maurice Naessens.

### Zesenzestigste kunstweekend 2 oktober 1976
Waren aanwezig: Hubert Lampo, Geo Vindevogel, Rose Gronon, Louis De Meester, de kunstschilders André Van de Voorde en Ludo Lacroix, beeldhouwer Jan Vande Kerckhove, Hans Mannès, Hedwig Swimberghe, René Hostyn, Willy Carron, Magda Neyrinck, Yvonne Dispa en Harry Kümmel.

### Achtenzestigste kunstweekend 1 oktober 1977
Tekenden present: Paul Paelinck, Omer Dombrecht, dichter Daniel Billiet, auteurs Pierre Dyserinck, Julia Tulkens, Bertien Buyl, Willy Spillebeen, musici Hans Mannès, Erik Dequeker, Nadine Heyndrickx, Liselotte Ott, Emile Degelin, Eric Deforce, Gaspard De Vuyst, Jacques Michel, kunsthandelaar Jan De Maere en Marc Sleen.

### Negenenzestigste kunstweekend 1 oktober 1978
De aanwezigen waren professor Raymond Lemaire, voorzitter ICOMOS, Andries Van den Abeele, voorzitter ICOMOS-België, Marcel Van Brussel, Julia Tulkens, Roger Van Brabant, Jan Van den Weghe, Daniel van Rijsel, Monika Burghoff, Willy Carron, Hans Mannès, Roland Vandenberghe, Ludo Lacroix, Roland Rens en Jan Lemmens.

### Zeventigste kunstweekend 6 oktober 1979
Waren aanwezig: Julia Tulkens, Marcel Coole, Valère Depauw, Nic van Bruggen, Gunnar Riebs, pianist Jozef De Beenhouwer, violist Dirk Vermeulen, cellist Hans Mannès, componist Willy Carron, Marc Sleen, Jef Claerhout, Jozef De Keyser, Jan de Maere, Alain Senez en André Loriers.

### Eenenzeventigste kunstweekend 4 oktober 1980
De aanwezigen waren Marcel Coole, Roger De Neef, Nicole Verschoore, Paul Beelaerts, Hans Mannès, Gilbert De Greve, Monique Van den Plas, Octave Landuyt, Tony Albrecht, Herman Hertogs, Mark Pannek, Jan Smitz, Robert Vandereycken en Eugeen Defacq.

### Tweeënzeventigste kunstweekend 15 mei 1982
De genodigden waren Marcel Coole, Fernand Auwera, Renaat Ramon, Herman Vos, Jozef en Dina De Loose, Philippe Gouwy, Katte Vanhollebeke, Henri-Floris Jespers, Frank Slabbinck, Angelina Thijs, Luc Decorte, Monika Mannès, Joris Vande Casteele en Freddy Van Cauwenberghe.

## Schriften van Driekoningen
De kunstweekends lieten op het kasteel uitgebreide 'gulden boeken' en 'scrapbooks' na, waarin vooral de dichters en de beeldende kunstenaars van het gezelschap hun indrukken optekenden.
Met het verlangen om ook naar buiten iets blijvends na te laten, werd in 1961 het tijdschrift Schriften van Driekoningen gelanceerd. In totaal verschenen zeven afleveringen. De zevende en laatste aflevering verscheen einde 1963. Het tijdschrift bleek moeilijk leefbaar en werd niet meer verder in leven gehouden.